# Monumentenplein

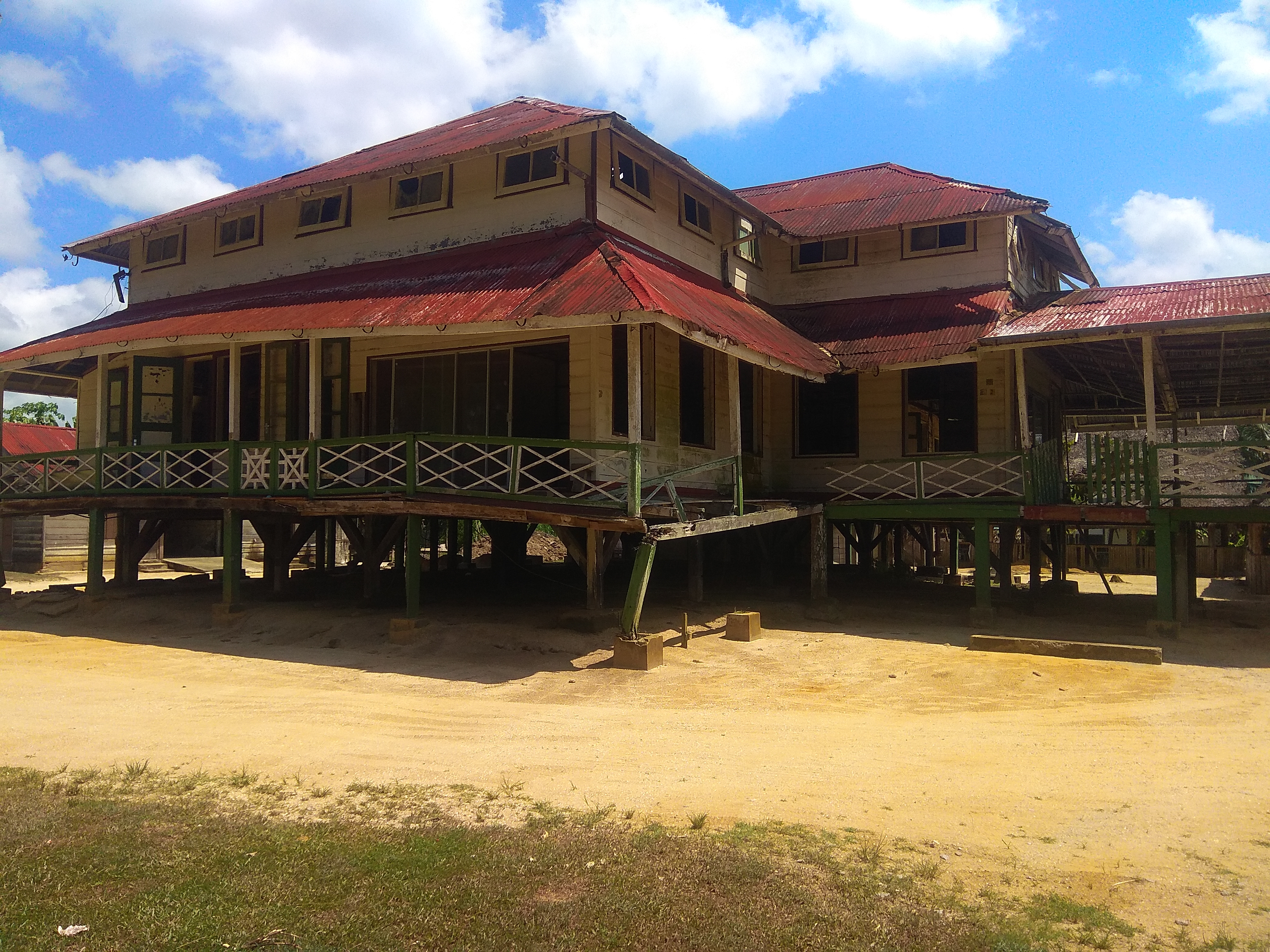
Voormalige ambtswoning van de dc, 2022

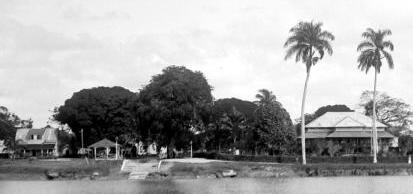
Steiger (l) en ambtswoning (r), voor 1929

Het Monumentenplein ligt in de Surinaanse plaats Groningen in het district Saramacca. Het ligt ingeklemd tussen de Sidodadiweg en de Landingsstraat.
Aan de andere zijde van de Landingsstraat staat de voormalige ambtswoning van de districtscommissaris (dc). In juli 2023 gaf dc Sherin Bansi-Durga het startsein voor de verbouwing ervan tot een museum met expositieruimte en infopunt voor Surinaamse en buitenlandse toeristen. Ook zijn er kiosken (cabanas) en restaurants gepland waar lokale producten, eten en drinken gekocht kunnen worden. De bedoeling is dat deze plek een centraal punt wordt voor erfgoed- en natuurtoeristen in Saramacca . Er was al een Warung (Javaans restaurant) aanwezig naast het plein.
Vanaf hier is er zicht op een historische aanlegsteiger in de Saramaccarivier, waar boeroes in 1845 voet aan wal zetten. De steiger werd begin 2023 gerenoveerd. President Chan Santokhi huldigde de ingebruikname toen in. De steiger is voor algemeen gebruik toegankelijk en wordt soms als uitwijkmogelijkheid gebruikt door vissers.

## Monumenten
Op het plein staan monumenten ter ere van verschillende bevolkingsgroepen en de afschaffing van de slavernij. Ook staat er een Bevrijdingsmonument, dat niet verwijst naar de Surinaamse onafhankelijkheid (1975), maar naar vijf jaar later toen de staatsgreep werd gepleegd. Het is in 1981 tijdens het militaire regime geplaatst.
| Artikel                                    | Type        | Omschrijving                               | Foto | Kunstenaar       | Onthulling |
| ------------------------------------------ | ----------- | ------------------------------------------ | ---- | ---------------- | ---------- |
| Monument van de Boeroes                    | gedenkteken | 100 jaar sinds aankomst boeroes            |      | onbekend         | 1945       |
| Monument 100 jaar Hindoestaanse immigratie | gedenkzuil  | uitbeelding van de Lalla Rookh             |      | onbekend         | 1973       |
| Monument 30 jaar onafhankelijkheid (2005)  | onbekend    | Surinaamse onafhankelijkheid               |      | onbekend         | 2005       |
| Bevrijdingsmonument                        | gedenkteken | Sergeantencoup                             |      | onbekend         | jaren 1980 |
| Monument 116 jaar Javaanse immigratie      | gedenkzuil  | herdenking Javaanse immigratie in Suriname |      | Soeki Irodikromo | 2006       |
| Monument 145 jaar afschaffing slavernij    | gedenkteken | een boog met een kappa (suikerrietketel)   |      | onbekend         | 2008       |
| Inheems Monument                           | gedenkteken | inheemse Surinamers                        |      | Jozef Klas       | 2008       |
| Baba en Mai                                | monument    | 150 jaar Hindoestaanse immigratie          |      | onbekend         | 2023       |